# Гилман, Генри
Ге́нри Ги́лман (англ. Henry Gilman; 9 мая 1893, Бостон, США — 7 ноября 1986, Эймс, Стори, Айова) — американский химик. Один из основоположников металлоорганической химии и создатель реактива Гилмана.

## Ранние годы и образование (1893-1918)
Генри Гилман родился в Бостоне, штат Массачусетс, в семье портного третьим ребёнком, всего в семье было 8 детей. Окончил школу в Бостоне, затем поступил в Гарвард; в 1915 году окончил университет с отличием и получил степень бакалавра наук. На последнем году обучения проводил совместные исследования с Роджером Адамсом. Совместно с ним получал различные эфиры замещённых фенолятов уксусной кислоты. Отмечают, что он крайне усердно проводил исследования и описывал процесс как «истинное удовольствие», нередко задерживался в лаборатории до полуночи, что способствовало формированию у него любви к научной деятельности. В результате руководитель департамента химии Гарварда Элмер Колер пригласил Генри Гилмана продолжить обучение, в 1917 году он получил степень доктора искусств, а в следующем году степень PhD.
Во время учёбы в аспирантуры, будучи получателем стипендии Шелдона, Генри Гилман путешествовал в Европе, где он посетил Университет Цюриха, Оксфорд, познакомился с Марией Кюри в Сорбонне, а также с Виктором Гриньяром, чьим успехом в области получения реактива Гриньяра Гилман был вдохновлён. Когда у него появилась возможность вести независимую научную работу, Гилман начал изучение металлоорганических соединений.

## Научные исследования
После получения степени PhD Генри Гилман работал со званием доцента в Иллинойсском университете, куда его пригласил Роджер Адамс. В 1919 году он отправился работать в Университет штата Айова и уже в 30 лет получил звание профессора. В 1927 году, работая в университете штата Айова, Генри Гилман познакомился с Рут Шоу, которая в то время была студенткой пятого курса, в 1929 году она стала его женой.
Отмечают, что он возлагал большие надежды на своих аспирантов, нередко требовал от них в два раза больше материала, чем обычно было достаточным для защиты диссертации, поэтому довольно часто они работали до поздней ночи без выходных. Он регулярно посещал исследовательскую лабораторию с целью обсудить со всеми студентами работу и результаты с момента последней встречи, часто отправлялся в рабочие командировки, при этом он не предупреждал студентов, когда он вернётся, чтобы избежать прогулов. Иногда он практиковал следующий вид работы: без объяснения центральной идеи он давал ряд подготовительных заданий, после выполнения которых аспиранты или студенты должны были сформировать общую идею и предложить ряд дополнительных экспериментов для её достижения.
Будучи профессором, он консультировал крупные компании такие как Quaker Oats Company и DuPont. Достигнув пенсионного возраста, который в то время был 70 годами, он решил не уходить на пенсию и продолжил свою научную деятельность, которая в результате продлилась до 1970 года, когда ему исполнилось 82 года.
Во время второй мировой войны принимал активное участие в Манхэттенском проекте, целью которого была разработка атомного оружия. Там он занимался получением летучих производных урана, связанных с алкоксидными группами.

## Болезнь и последующая научная деятельность (1947-1986)
В 1947 году из-за глаукомы и отслоения сетчатки он ослеп на один глаз, а также значительно снизилась способность видеть вторым глазом, в результате он был вынужден во многом полагаться на своих учеников и жену как на глаза; они читали ему вслух и записывали его мысли. Его жена была практически всегда рядом с ним, чтобы вести его в незнакомые места и описывать окружающую обстановку. Важно, что несмотря на проблемы со зрением, он продолжал активную научную работу. В 1973 году в знак заслуг перед ним один из корпусов университета был переименован в Henry Gilman Hall.
В конце своей жизни Гилман страдал от проблем с сердцем, в возрасте 88 лет ему поставили кардиостимулятор. В возрасте 93 лет он умер в городе Эймсе, штате Айова, менее через два месяца за ним последовала его жена, а вскоре и их дочь Джейн. У них остались сын и четыре внука.
За всю свою жизнь Генри Гилман написал 1020 научных работ, большую часть после того, как он ослеп на один глаз в 1947 году. В 1936 году он создал the Journal of Organic Chemistry. В 1938 году опубликовал учебник «Organic Chemistry: An Advanced Treatise», первый крупный учебник по органической химии, каждая из глав которой была подготовлена специалистами в своей области.

## Награды
- Избран в Национальную академию наук, 1945 г.
- Премия штата Айова Американского химического общества, 1951 г.
- Почетный член Британского химического общества, 1961 г.
- Первая премия Американского химического общества имени Фредерика Стэнли Киппинга в области кремнийорганической химии, 1962 г.
- Стипендия Академии наук Айовы, 1975 г.
- Медаль Пристли Американского химического общества, 1977 г.
- Медаль губернатора Айовы за науку, 1982 г.

Имеет множество государственных, национальных и международных премий и наград. В 1962 году Гилман стал заслуженным профессором ISU. Химический корпус Университета штата Айова был переименован в Гилман-холл в 1974 году. В честь него в 1987 году был основан Фонд стипендий Гилмана.